# Jabal Rumḩ
Jabal Rumḩ är ett berg i Förenade Arabemiraten.   Det ligger i emiratet Fujairah, i den nordöstra delen av landet, 200 kilometer öster om huvudstaden Abu Dhabi. Toppen på Jabal Rumḩ är 351 meter över havet, eller 5 meter över den omgivande terrängen. Bredden vid basen är 0,20 km.
Terrängen runt Jabal Rumḩ är kuperad åt sydväst, men åt nordost är den platt. Terrängen runt Jabal Rumḩ sluttar österut. Närmaste större samhälle är Fujairah, 11,4 kilometer nordost om Jabal Rumḩ.
Trakten runt Jabal Rumḩ är ofruktbar med lite eller ingen växtlighet.  Trakten runt Jabal Rumḩ är ganska glesbefolkad, med 34 invånare per kvadratkilometer.